# Давид Гез
Давид Гез (фр. David Guez; нар. 8 грудня 1982) — колишній французький тенісист.
Найвищу одиночну позицію світового рейтингу — 116 місце досяг 5 липня 2010, парну — 242 місце — 23 квітня 2007 року.
Найвищим досягненням на турнірах Великого шолома було 2 коло в парному розряді.

## Фінали в одиночному розряді
| Легенда (одиночний розряд) |
| -------------------------- |
| Челленджери (5)            |
| Ф'ючерс (17)               |

### Перемоги (16)
| Ранг | Дата            | Турнір                 | Покриття  | Суперник           | Рахунок                 |
| ---- | --------------- | ---------------------- | --------- | ------------------ | ----------------------- |
| 1.   | 3 травня 2004   | Марокко F3             | Ґрунт     | Мехді Тахірі       | 7–6(7–3), 6–4           |
| 2.   | 12 липня 2004   | Португалія F2          | Тверде    | Марсель Гранольєрс | 6–2, 6–4                |
| 3.   | 5 вересня 2005  | Румунія F2             | Ґрунт     | Сліман Сауді       | 6–1, 6–2                |
| 4.   | 12 червня 2006  | Туніс F3               | Ґрунт     | Ксав'є Одуа        | 6–1, 6–2                |
| 5.   | 7 серпня 2006   | Санкт-Петербург, Росія | Ґрунт     | Едуар Роже-Васслен | 6–0, 6–2                |
| 6.   | 13 квітня 2008  | Велика Британія F17    | Тверде    | Андрій Голубєв     | 6–4, 6–2                |
| 7.   | 21 січня 2008   | КНР F2                 | Тверде    | Бенжамен Бальре    | 6–3, 6–4                |
| 8.   | 9 березня 2008  | Франція F4             | Тверде    | Тома Оже           | 6–4, 7–5                |
| 9.   | 11 травня 2009  | Велика Британія F7     | Ґрунт     | Себастьєн де Шонак | 6–3, 3–6, 6–0           |
| 10.  | 22 червня 2009  | Франція F9             | Ґрунт     | Валерій Руднєв     | 6–4, 7–6(7–4)           |
| 11.  | 6 липня 2009    | Франція F11            | Ґрунт     | Міхел Меєр         | 6–1, 6–2                |
| 12.  | 14 вересня 2009 | Іспанія F31            | Тверде    | П'єр Метеньє       | 6–2, 6–3                |
| 13.  | 5 жовтня 2008   | Франція F17            | Тверде    | Андіс Юшка         | 7–6(7–4), 6–4           |
| 14.  | 4 липня 2010    | Арад, Румунія          | Ґрунт     | Бенуа Пер          | 6–3, 6–1                |
| 15.  | 13 січня 2011   | Кемпер, Франція        | Тверде    | Кенні де Схеппер   | 6–2, 4–6, 7–6           |
| 16.  | 25 червня 2012  | Франція F11            | Ґрунт     | Жонатан Ейссерік   | 6–4, 6–4                |
| 17.  | 15 жовтня 2012  | Франція F12            | Тверде(i) | Міхаель Ламмер     | 7–6(7–3), 6–7(6–8), 6–1 |
| 18.  | 28 січня 2013   | Франція F3             | Тверде(i) | Констан Лестьєнн   | 6–0, 6–1                |
| 19.  | 24 червня 2013  | Франція F10            | Ґрунт     | Джанні Міна        | 6–4, 6–0                |
| 20.  | 10 березня 2014 | Франція F6             | Тверде(i) | Ной Рубін          | 6–4, 6–0                |

### Поразка (7)
| Ранг | Дата           | Турнір                | Покриття | Суперник            | Рахунок            |
| ---- | -------------- | --------------------- | -------- | ------------------- | ------------------ |
| 1.   | 3 травня 2004  | Algieria F2           | Ґрунт    | Жиль Сімон          | 2–6, 0–6           |
| 2.   | 12 липня 2004  | Франція F11           | Ґрунт    | Бертран Контзлер    | 3–6, 4–6           |
| 3.   | 8 вересня 2005 | Памплона, Іспанія     | Тверде   | Ніколя Девільдер    | 2–6, 1–6           |
| 4.   | 19 червня 2006 | Франція F8            | Тверде   | Олександр Сидоренко | 2–6, 7–6(7–4), 4–6 |
| 5.   | 1 січня 2007   | Нумеа, Нова Каледонія | Тверде   | Майкл Расселл       | 0–6, 1–6           |
| 6.   | 1 вересня 2008 | Франція F13           | Тверде   | Мартін Фішер        | 2–6, 3–6           |
| 7.   | 2 лютого 2009  | Франція F2            | Тверде   | Міхаель Ламмер      | 4–6, 1–6           |

## Досягнення в одиночних змаганнях
| W | Ф | ПФ | ЧФ | #Р | КТ | К# | DNQ | A | NH |

| Турніри Великого шлему                 |     |     |     |     |     |     |     |     |     |     |
| Відкритий чемпіонат Австралії з тенісу | К3р | К1р | К1р | 1р  | К1р | К3р | К2р | 1р  | К1р | 0–2 |
| Відкритий чемпіонат Франції з тенісу   | К1р | К2р | К1р | 1р  | 1р  | К1р | К1р | К1р | К3р | 0–2 |
| Вімблдонський турнір                   |     |     |     | К2р |     |     | К1р | К1р |     | 0–0 |
| Відкритий чемпіонат США з тенісу       | К2р |     | К1р | К3р | К2р |     | К1р |     | К2р | 0–0 |
| В-П                                    | 0–0 | 0–0 | 0–0 | 0–2 | 0–1 | 0–0 | 0–0 | 0–1 | 0–0 | 0–4 |